# Matthew Arnold
Matthew Arnold (Laleham, 24 de dezembro de 1822 - Liverpool, 15 de abril de 1888) foi um poeta e crítico britânico, um dos críticos literários e de costumes em que a Inglaterra Vitoriana melhor se espelha. Matthew Arnold foi um poeta prolífico e um intelectual defensor da democratização da educação.
Matthew Arnold nasceu em Laleham, era tio-avô de Aldous Huxley e Julian Huxley, e primogênito de Thomas Arnold, diretor da célebre escola de Rugby. Formou-se em Oxford (1843), onde ocupou mais tarde, de 1857 a 1867, a cátedra de poesia. Através de um idealismo de fundo ainda romântico, Arnold tornou-se moralista, expondo seus métodos e critérios nos Essays in Criticism (1865-1888, Ensaios Críticos), onde exige da obra de arte a "crítica da vida" e a "alta seriedade".
Examinou o agnosticismo em Literature and Dogma - an Essay towards a Better Apprehension of the Bible. Vendo na estreiteza do puritanismo e no unitarismo econômico os dois grandes inimigos da europeização da cultura inglesa, combateu-os em Culture and Anarchy (Cultura e Anarquia), ensaio sobre crítica e política social (1869). Um tom erudito manteve-se nas suas obras poéticas, reunidas em Poems (1853) e New poems (1867).
Matthew Arnold morreu em Liverpool em 15 de abril de 1888.

## Obras
- Essays in criticism
- The Study of Poetry
- Mixed Essays